# Luido
Luido regierte als Bischof von Speyer ca. 726 bis 743. In der offiziellen Zählung der Speyerer Bischöfe rangiert er als Nr. 8.
Luido wird in der ältesten Speyerer Bischofsliste aus der Abtei Schäftlarn nicht genannt, manche Quellen bezeichnen seine Existenz als Bischof von Speyer fraglich.
Die Überlieferung sagt, dass Luido – gleich seinem Vorgänger Dragobodo – aus dem Kloster Weißenburg gekommen sei. Dr. Wilhelm Eisengrein (1544–1570) bezeichnet ihn 1564 in seiner „Speyerer Chronik“ als einen „Heiligen“. Er stand mit St. Bonifatius in Verbindung und war offenbar auch in Rom kein gänzlich Unbekannter. Von seiner 3. Romreise, 738, brachte Bonifatius als Apostolischer Legat ein Sendschreiben Papst Gregor III. mit, das sich an die Bischöfe Germaniens und Alemanniens richtet. Hierin ist Bischof Luido namentlich genannt. Um 740 hielt Bonifatius eine Synode in Regensburg ab, an der Bischof Luido von Speyer auf ausdrücklichen Wunsch des Papstes teilgenommen habe (laut Jakob Baumann: Der Pilger, 1906). Auch auf dem sehr bedeutenden, 1. Deutschen Nationalkonzil („Concilium Germanicum“) vom 21. April 742 in Worms oder Frankfurt ist der Speyerer Bischof anwesend, jedoch nicht namentlich bezeichnet. Es scheint Luido gewesen zu sein. Ob er es auch noch war, der am 1. März 743 am 2. Nationalkonzil im Hennegau teilnahm, ist zumindest fraglich, da die Urkunden schon ab 744 David als Speyerer Bischof benennen.
Noch mehr als im Pontifikat des Vorgängers Sigwin wirkte sich in Luidos  Regierungszeit die Tätigkeit des Hl. Philipp von Zell, des Hl. Pirminius und des Hl. Bonifatius aus. St. Pirminius ist nunmehr hauptsächlich im pfälzisch/elsässischen Raum tätig und gründet um 740 das Kloster Hornbach in der heutigen Diözese Speyer, wohin er sich später zurückzieht und auch begraben wurde.